# Uauá
Uauá is een gemeente in de Braziliaanse deelstaat Bahia. De gemeente telt 25.159 inwoners (schatting 2009).